# La Barranca, Santa Catarina
La Barranca är en ort i Mexiko.   Den ligger i kommunen Santa Catarina och delstaten San Luis Potosí, i den centrala delen av landet, 230 km norr om huvudstaden Mexico City. La Barranca ligger 455 meter över havet och antalet invånare är 325.
Terrängen runt La Barranca är huvudsakligen kuperad. La Barranca ligger nere i en dal. Runt La Barranca är det ganska glesbefolkat, med 23 invånare per kvadratkilometer. Närmaste större samhälle är San Diego, 7,2 km väster om La Barranca. I omgivningarna runt La Barranca växer huvudsakligen savannskog.